# Christian Y. Schmidt

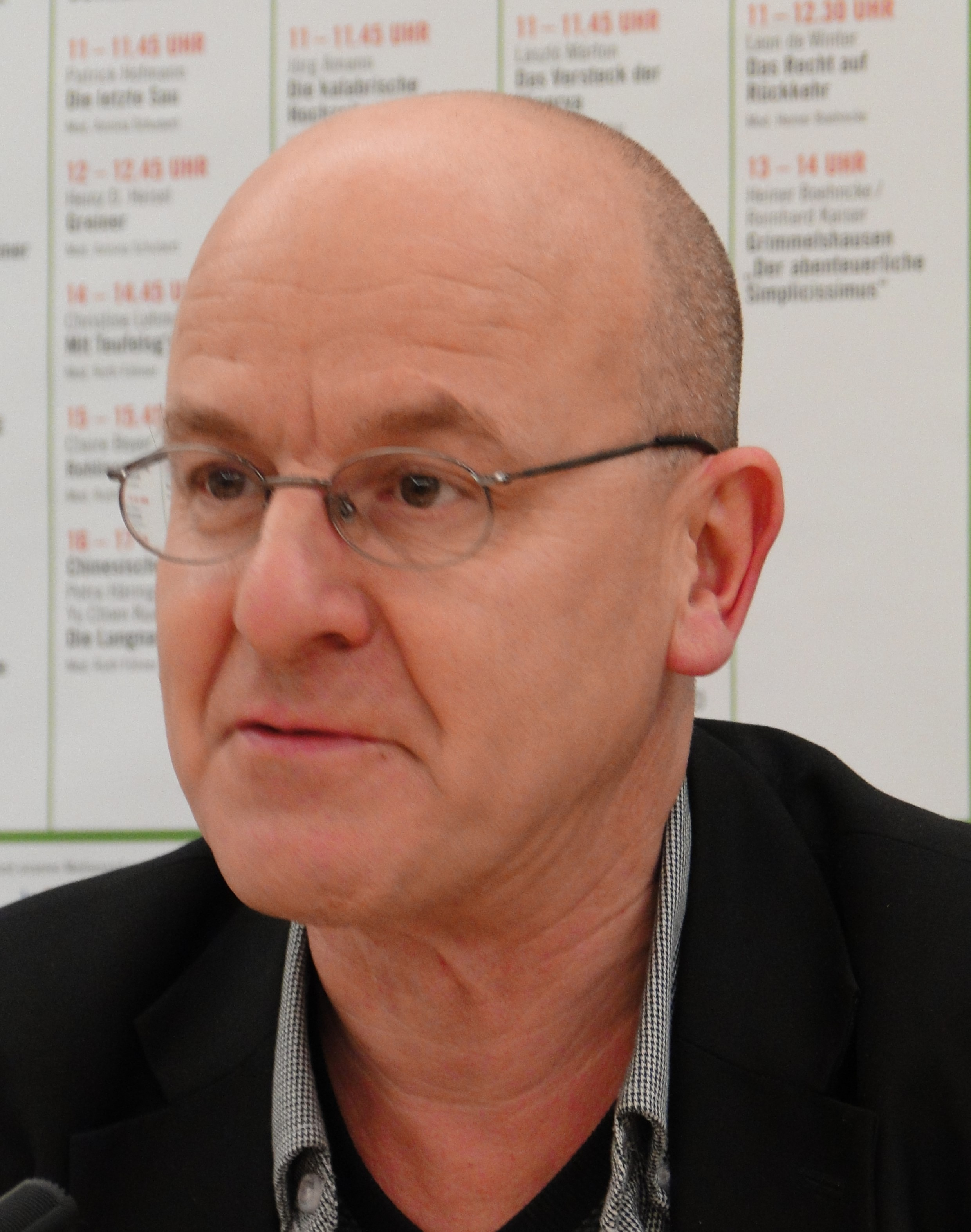
2009

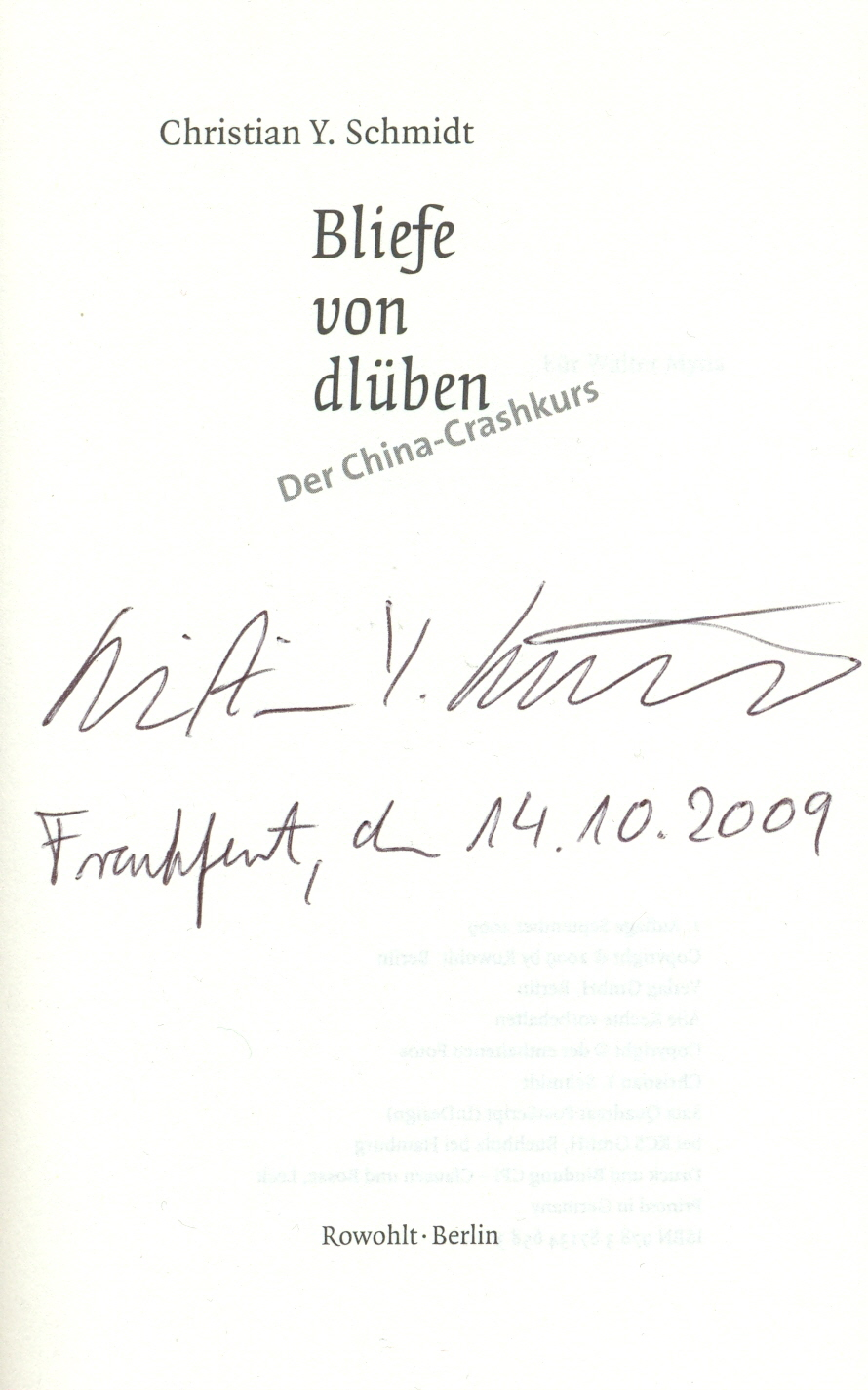
Autogramm

Christian Y. Schmidt (* 18. Dezember 1956 in Bielefeld) ist ein deutscher Journalist und Autor. Das „Y.“ ist nicht Teil seines Geburtsnamens, sondern ein zur Abgrenzung von namensgleichen Personen später eingefügtes Initial.

## Leben und Werk
Schmidt war von 1989 bis 1995 Redakteur der Satire-Zeitschrift Titanic. Er arbeitet als freier Autor, u. a. für die Berliner Zeitung, konkret, taz, Junge Welt und die Jungle World und schreibt für das Blog Riesenmaschine. Er hat mehrere humoristische und satirische Bücher zusammen mit anderen Titanic-Autoren veröffentlicht und daneben Texte über linke Politik und über Ostasien. Seit 2003 lebte Christian Y. Schmidt zusammen mit seiner damaligen aus Peking stammenden Frau vor allem in Ostasien, anfangs in Singapur und seit 2005 in Peking. 2018 ist sein erster Roman Der letzte Huelsenbeck erschienen.

## Bücher
- Genschman – Das Buch (mit Achim Greser und Hans Zippert), Berlin 1990
- Die roten Strolche (mit Achim Greser, Heribert Lenz, Hans Zippert), Berlin 1994
- Die letzte Stunde des Herrn K., Greiz, 1994
- Wir sind die Wahnsinnigen. Joschka Fischer und seine Frankfurter Gang. Econ, München und Düsseldorf 1998; aktualisierte Ausgabe: Econ-und-List-Taschenbuch-Verlag, München 1999, erweiterte Neuausgabe: Verbrecher Verlag, Berlin 2013, ISBN 978-3-943167-30-6.
- Allein unter 1,3 Milliarden. Eine chinesische Reise von Shanghai bis Kathmandu. Rowohlt, Berlin 2008, ISBN 978-3-87134-602-6.
- Bliefe von dlüben. Der China-Crashkurs. Rowohlt, Berlin 2009, ISBN 978-3-87134-658-3.
- Zum ersten Mal tot. Achtzehn Premieren. Edition TIAMAT, Berlin 2010, ISBN 978-3-89320-147-1.
- Im Jahr des Tigerochsen. Zwei Chinesische Jahre. Verbrecher Verlag, Berlin 2011, ISBN 978-3-940426-68-0.
- Im Jahr des Hasendrachen. Verbrecher Verlag, Berlin 2013, ISBN 978-3-943167-21-4.
- Der letzte Huelsenbeck. Rowohlt Berlin, Berlin 2018, ISBN 978-3-7371-0024-3.
- Der kleine Herr Tod. Rowohlt Berlin, Berlin 2020, ISBN 978-3-7371-0078-6.
- Coronavirus Update Beijing. Hybriden-Verlag Berlin, Berlin 2020, limitierte Auflage[1].
- Quarantäne Updates Shanghai. Ein Feldforschungsbericht. Hybriden-Verlag Berlin, Berlin 2022, limitierte Auflage[2].
- Corona Tests Beijing. Neunundsechzig Massentests in China. Hybriden-Verlag Berlin, Berlin 2023, limitierte Auflage[3].